# 重庆市设计院
重庆市设计院，创立于1950年，是国家建设部、国家发改委批准的综合甲级勘察设计和工程咨询单位。

## 资质
· 工程设计甲级资质（证书编号：A150002896）
· 工程勘察甲级资质 （证书编号：B150002896）
· 城市规划编制甲级资质 （证书编号：[建]城规编(141304)）
· 工程造价咨询甲级资质 （证书编号：甲120250000468）
· 工程咨询甲级资质 （证书编号：工咨甲12820070007）
· 工程勘察（岩土工程） 甲级资质（证书编号：B150002896)
· 风景园林工程设计专项甲级资质 （证书编号：A150002896）
· 建筑装饰工程设计甲级资质 （证书编号：甲A150000712）
· 施工图设计文件审查（房建一类、市政一类）（证书编号：31103-FY/SY）
· 建筑装修装饰工程专业承包一级（证书编号：B1037050010301）
· 房屋建筑工程监理甲级资质（证书编号：E150001520）
· 市政公用工程监理甲级资质（证书编号：E150001520）
· 建筑幕墙工程专业承包二级（证书编号：B1037050010301）
· ISO质量管理体系认证证书 （证书编号：00113Q25213R3M/5000）

## 参与工程

### 建筑
· 重庆市政府办公楼（建筑设计，设计时间：2009年10月至2010年5月）
· 重庆科技馆（建筑设计，设计时间：2005年6月至2006年5月）
· 重庆天地人和国际学校（建筑设计，设计时间：2010年 9月2日至2012年11月30日）
· 重庆庆市群众艺术馆新馆（建筑设计，设计时间：2010年4月至2012年5月）
· 龙湖大学城睿城（建筑设计，设计时间：2003年3月至2009年7月）
· 重庆解放碑威斯汀酒店A区（建筑设计，设计时间：2010年5月18日至2012年5月25日）
· 重庆第十八中学高中部迁建工程（建筑设计，设计时间：2010年1月12日至2010年11月29日）
· 重庆渝富公司总部项目（建筑设计，设计时间：2010年3月至2011年12月）
· 重庆渝州宾馆商务区（建筑设计，设计时间：2010年至2011年）
· 重庆市设计院设计综合大楼（建筑设计，设计时间：2009年2月 至2009年12月）

### 市政
· 渝州路道路拓宽改造工程
· 巴南滨江路二期工程景观绿化设计（绿色设计，设计时间：2011年2月至2011年4月）
· 机场路拓宽改造工程（市政设计，设计时间：2010年2月至2010年4月）
· 嘉华大桥南延伸段一期工程（市政设计，设计时间：2007年8月5日至2009年10月10日）
· 谢家湾立交改造工程（市政设计）

### 规划
· 广元市城区工农组团棚户区改造项目前期策划（城市设计，设计时间：2013年6月起至 2013 年 12 月）
· 富顺招公山地块城市设计及控规修改（城市设计及控规，设计时间：2013年4月）
· 贵州册亨县新城城市设计及控规修改（城市设计，设计时间：2013年）
· 綦江食品园区通惠高速路出口片区城市设计（城市设计，设计时间：2011年8月至2011年9月）
· 四川广元市解家岩地块概念性规划方案、控规优化及修建性详细规划（概念城市设计、控规及修详，设计时间：2011年8月）
· 伊宁市一桥至皮里清河滨河片区城市设计及控规编制（城市设计、控制性详细规划，设计时间：2013年）
· 绥芬河温泉国际旅游度假区概念性规划方案设计及控规编制（城市设计，设计时间：2014年）
· 酉阳县总体城市设计及小坝片区详细城市设计（城市设计，设计时间：2014年）
· 重庆忠县母家坝教育城片区详细城市设计（城市设计，设计时间：2011年12月）
· “紫光北郡超大原生态山景生活社区”概念性规划策划方案设计及控规编制（概念规划策划及控规，设计时间：2014年7月）
· 双桥区北部片区详细城市设计（城市设计，设计时间：2009 年12月至 2010年9月）